# 爱奴 (1972年电影)
《爱奴》（英語：Intimate Confessions of a Chinese Courtesan）是1972年楚原执导、邱剛健编剧的武侠及女同性戀剧情类香港電影，由何莉莉、岳華、貝蒂领衔主演，该电影主要讲述的是一个妓女，为了报仇假装和老鸨建立了恋情的故事。
2011年，本片獲香港電影資料館列入「百部不可不看的香港電影」之一。

## 劇情簡介
有一个妓女，艺名叫爱奴（何莉莉飾），由于为了报保护她的人的仇，于是假装成为了老鸨春姨（貝蒂飾）的情人，并偷偷杀死了那些曾经與她做愛的嫖客。
而后，虽说她成功将老鸨击伤，但是由于她最后可能是真的爱上了老鸨，所以最后她被老鸨用计毒死……

## 演员
- 何莉莉 飾 愛奴
- 岳华 飾 紀德
- 貝蒂 飾 春姨
- 佟林 飾 包虎
- 万重山 飾 葉順子
- 樊梅生 飾 伍華天
- 顾文宗 飾 卓文堅
- 詹森 飾 李長安
- 房勉 飾 魏建中
- 李皓 飾 周海
- 司马华龙
- 何云
- 周小来
- 周嘉崇
- 陈濠
- 朱今
- 黄侃
- 何刚
- 刘准
- 程宝山
- 张石庵
- 江玲

## 上映
- 本片于1972年上映，总票房为1,108,437港元。1984年，楚原翻拍本片，新作名為《愛奴新傳》，同由邵氏公司出品。[7]

## 评价
- 托尼·雷恩斯 (Tony Rayns) 在《电影月报》( Monthly Film Bulletin ) 中认为该作的表达不是很好，但是这的确是一个好电影。"[5]

## 相關連結
- 香港影庫上《爱奴》的資料（繁體中文）
- 豆瓣电影上《爱奴》的資料 （简体中文）
- 互联网电影数据库（IMDb）上《爱奴》的资料（英文）
- 爛番茄上《爱奴》的資料（英文）